# Pyskowice (województwo dolnośląskie)
Pyskowice (niem. Peiswitz) – wieś w Polsce położona w województwie dolnośląskim, w powiecie złotoryjskim, w gminie Złotoryja.

## Podział administracyjny
W latach 1975–1998 miejscowość położona była w województwie legnickim.

## Demografia
Według Narodowego Spisu Powszechnego (III 2011 r.) liczyły 95 mieszkańców. Są jedną z 3 najmniejszych miejscowości gminy Złotoryja (żadna z nich nie przekracza 100 mieszkańców).

## Nazwa
Według niemieckiego językoznawcy Heinricha Adamy’ego nazwa miejscowości pochodzi od polskiej nazwy piasku. W swoim dziele o nazwach miejscowych na Śląsku wydanym w 1888 roku we Wrocławiu wymienia wcześniejszą od niemieckiej nazwę "Pyzkuwice" podając jej znaczenie jako "Sanddorf" czyli tłumacząc na język polski "Wieś piasku". W wyniku germanizacji na Peiswitz utraciła swoje pierwotne znaczenie.